# Боярка (притока Гнилого Тікичу)
Бо́ярка — річка в Україні, в межах Таращанського і Богуславського районів Київської області та Лисянського району Черкаської області. Ліва притока Гнилого Тікичу (басейн Південного Бугу).

## Опис
Довжина 33 км, площа водозбірного басейну 196 км². Похил річки 2 м/км. Долина подекуди заболочена, її пересічна ширина 1,6 км. Річище завширшки до 12 м. Стік зарегульований ставками. Використовується на потреби сільського господарства.

## Розташування
Боярка бере початок на північний захід від села Станишівка. Тече спершу на південний схід, у середній течії та пониззі — здебільшого на південь. Впадає до Гнилого Тікичу в північно-східній частині села Боярка. 
Населені пункти вздовж берегової смуги: Маковецьке, Бране Поле, Закутинці, Софійка, Побережка, Красногородка, Митаївка, Боярка. 

## Притоки
- Штинь - ліва притока
- Медвин - ліва притока
- Річка без назви - ліва притока. Бере початок на південно-східній стороні від села Лука. Тече переважно на південний зазід через село Бране Поле і між селами Маковецьке та Закутинці впадає у Боярку[1].